# کالانیوتسی
کالانیوتسی (به صربی: Kalanjevci) یک روستا در صربستان است که در Ljig واقع شده‌است.